# Diamysis bacescui
Diamysis bacescui är en kräftdjursart som beskrevs av H. Wittmann och Ariani 1998. Diamysis bacescui ingår i släktet Diamysis och familjen Mysidae. Inga underarter finns listade i Catalogue of Life.